# Szkoci Dół
Szkoci Dół (prononciation [ˈʂkɔt͡ɕi ˈduu̯]) est une localité de la gmina de Tomaszów Lubelski, du powiat de Tomaszów Lubelski, dans la voïvodie de Lublin, située dans le sud-est de la Pologne.

## Administration
De 1975 à 1998, la localité était attachée administrativement à l'ancienne voïvodie de Zamość.

Depuis 1999, elle fait partie de la nouvelle voïvodie de Lublin.